# N-Trance
N-Trance es un grupo inglés de música House, Dance, Techno y Eurodance que alcanzó fama en los años 1990. Es originaria de Gran Mánchester, y sus integrantes son Dale Longworth y Kevin O'Toole. La mayoría de sus canciones mezclaban estos estilos de música con covers.

## Discografía

### Álbumes de estudio
- 1995: Electronic Pleasure
- 1998: Happy Hour
- 2009: The Mind of the Machine
- TBA: TBA

### Álbumes recopilatorios
- 2001: The Best of N-Trance 1992–2002

- Datos: Q1959629